# Haplochromis commutabilis
Haplochromis commutabilis Schraml, 2004, conosciuto come Kachira Blue, è un pesce d'acqua dolce appartenente alla famiglia Cichlidae, sottofamiglia Pseudocrenilabrinae.

## Diffusione e habitat
Questa specie è endemica del lago Kachira, in Uganda.

## Riproduzione
H. commutabilis è un incubatore orale: dopo la fecondazione delle uova le femmine curano le uova e gli avannotti in bocca.

## Acquariofilia
Di recente scoperta (2004), non è diffuso nel mercato acquariofilo ma allevato da acquariofili appassionati, che lo hanno battezzato Kachira Blue.